# Jessica Watson

Rutten under världsomseglingen

Jessica Watson, född 18 maj 1993 i Gold Coast, Queensland, är en australisk seglare. 
Hon avslutade den 15 maj 2010 en ensamsegling jorden runt. Hon var med sina då 16 års ålder den yngsta som gjort detta tills Laura Dekker gjorde samma sak 21 januari 2012. Watson är emellertid fortfarande den yngsta person som seglat jorden runt utan etappstopp. 

## Världsomsegling
Världsomseglingen startade 18 oktober 2009 i Sydney i Australien, och har gått runt Kiritimati, förbi Kap Horn, söder om Godahoppsudden och söder om Australien, och tillbaka till Sydney. Hon seglade utan hamnstopp och utan att ta emot någon som helst fysisk assistans, förnödenheter, reservdelar eller liknande under jordenruntseglingen, något som endast ytterligare en person (Jesse Martin från Australien) har gjort före 20 års ålder (råd och uppmuntran över radio, telefon, eller internet är fullt tillåtna enligt reglerna). De tekniska problem som förekom för Watson åtgärdade hon själv med hjälp av råd över satellittelefon och medhavda reservdelar. Tiden för seglingen blev 209 dagar, eller sex månader och 27 dagar.
Före avresan drabbades hon och föräldrarna av hård kritik i media och på internet mot att en så ung flicka planerade en sådan segeltur. Kritiken blev extra hård när hon kolliderade med ett fraktfartyg mitt i natten när hon tränade ensamsegling. Hon backade inte för kritiken utan påbörjade senare resan. Hon fick många anhängare och antalet växte i takt med att hon visade att hon klarade utmaningen, och för sin populära blogg. Bland annat hyllade Australiens dåvarande premiärminister Kevin Rudd henne i sitt nationaldagstal 26 januari, och ännu en gång i ett tal i samband med ankomstceremonin. Under den sista månaden var mediaintresset stort särskilt i Australien med nästan dagliga omnämnanden i tidningarna, men även i en del andra länder. I samband med hemkomsten fick hon stor uppmärksamhet i media världen över, även i Sverige. Då hon anlände var 75 000 åskådare på plats, bland annat Kevin Rudd samt TV, som sände direkt.
Hon skrev om äventyret på en blogg, normalt två–tre gånger per vecka och mötte stort engagemang från läsarna. Hon har skildrat seglingen i en bok med titeln True Spirit (ISBN 0-7336-2497-9).
Särskilda ceremonier ägde rum, förutom i Sydney (15 maj), även i Brisbane (26 maj) och Melbourne (27 maj), samt i hemmahamnen Mooloolaba (6 juni) dit hon seglade från Sydney tillsammans med Michael Perham, som före hennes målgång var den yngste ensamseglaren jorden runt. Hon har vunnit flera priser för sitt äventyr, bland annat de prestigefyllda "Young Australian of the Year", utdelat av Australiens premiärminister, samt Australienordens medalj.

## Andra projekt
I juni 2011 gastade Jessica Watson ombord på Scott Cavanoughs segelbåt Skippy 797 i Mini Fastnet Race, en 600 nm lång klasstävling i Fastnet Race utanför England (även en kvaltävling för Mini Transat som Scott Cavanough sedan deltog i). Klassen består av små båtar som endast är 6,5 meter långa i skrovlängd. Detta blev hennes första havskappsegling samt hennes första tävling utanför Australien.
I december 2011 var hon skeppare på båten Ella Bache Another Challenge när den deltog i Sydney - Hobart Race med 10 personers besättning, den yngsta någonsin i tävlingen, alla 18–21 år gamla, varav Jessica 18 år. Båten blev tvåa i klassen Sydney 38 One Design, som har likadana standardbåtar. Det ansågs som en framgång då alla andra båtar i klassen hade manliga betydligt äldre skeppare. Projektet har fått mycket positiv mediauppmärksamhet.
I april 2012 deltog hon som styrman i Australian Three Peaks Race, där båtarna ska segla kring Tasmanien och lägga till tre gånger och där två av besättningsmännen (inte Jessica) skulle genomföra tuffa bergsbestigningar. Vädret var tufft men Jessicas båt vann. Skeppare var Bruce Arms, som var Jessicas tränare före jordenruntseglingen. När hon under våren 2012 inte seglade deltog hon i Dancing with the Stars, ett TV-program där kändisar tränar och tävlar i dans.
Watson har senare studerat marknadsföring och kommunikation på universitetsnivå. År 2015 började hon arbeta som kommunikationsansvarig för Deckee, ett webb-forum för båtintresserade.